# Melati et Isabel Wijsen
 (septembre 2022).
Melati Riyanto Wijsen (née le 19 décembre 2000) et Isabel Wijsen (née le 6 novembre 2002) sont des militantes indonésiennes pour le climat et l'écologie. 
Ces deux sœurs sont connues pour leur lutte destinée à réduire la consommation de plastique à Bali,.

## Biographie
Les sœurs sont nées à Bali de parents hollandais et indonésiens,. En 2013, alors que Melati avait 12 ans et Isabel 10 ans, elles ont lancé une campagne pour débarrasser Bali des sacs en plastique à usage unique intitulée Bye Bye Plastic Bags,,. Afin d'attirer l'attention du public, elles ont organisé en 2016 une grève de la faim d'une journée, exigeant une rencontre avec le gouverneur de Bali de l'époque, I Made Mangku Pastika (en), qui se solda par un succès,,.
Bye Bye Plastic Bags est une initiative sociale et une ONG dirigée par des jeunes pour dire non aux sacs en plastique. Rapidement, le message de la jeunesse a atteint des étapes à travers le monde comme TED, CNN, les Nations unies et les sœurs Wijsen ont contribué à créer une dynamique vers l'interdiction des sacs en plastique à usage unique qui est finalement entrée en vigueur en 2018 grâce aux efforts de nombreuses organisations et individus partageant les mêmes idées. Aujourd'hui, Bye Bye Plastic Bags est présent dans 60 endroits à travers le monde avec des équipes dirigées par des jeunes qui veulent faire passer le message de dire non aux sacs en plastique dans le monde entier. L'objectif et la force de Bye Bye Plastic Bags ont toujours été l'éducation sous la forme d'ateliers, de présentations et de livrets. En 2017, le duo a pris la parole lors de la Journée mondiale de l'océan des Nations Unies à New York,. En 2018, le couple a été nommé parmi les « 25 adolescents les plus influents de 2018 » par le magazine Time. En 2020, Melati a été invitée comme conférencière au Forum économique mondial de Davos,. En 2019 est sorti un film documentaire sur Melati Wijsen intitulé Bigger than Us,. Ce film a été réalisé par la réalisatrice française Flore Vasseur et produit par Marion Cotillard,.